# Chadaca
Chadaca là một chi bướm đêm thuộc họ Erebidae.